# Férfi 200 méteres síkfutás a 2024. évi nyári olimpiai játékokon
A 2024. évi nyári olimpiai játékokon az atlétika férfi 200 méteres síkfutás versenyszámát augusztus 5. és augusztus 8. között rendezték a párizsi Stade de France-ban. Az aranyérmet az botswanai Letsile Tebogo nyerte 19,46-os idővel az amerikai Kenneth Bednarek és Noah Lyles előtt. Ez volt Botswana első olimpiai aranyérme.
Ez a versenyszám 29. alkalommal szerepelt az olimpiai programban.

## Rekordok
A versenyt megelőzően a következő rekordok voltak érvényben:
| Világrekord                  | Usain Bolt (JAM) | 19,19 | Berlin, Németország               | 2009. augusztus 20. |
| Olimpiai rekord              | Usain Bolt (JAM) | 19,30 | Peking, Kína                      | 2008. augusztus 20. |
| Világ legjobb idei eredménye | Noah Lyles (USA) | 19,53 | Eugene, Amerikai Egyesült Államok | 2024. június 29.    |

## Eredmények
Az időeredmények másodpercben értendők. A rövidítések jelentése a következő:
| - OR: olimpiai rekord - AR: kontinens rekord - NR: országos rekord - PB: egyéni legjobb eredménye - SB: 2024-ben az addigi legjobb eredménye | - DQ: kizárták - DNS: nem indult a futamon - DNF: nem ért célba - Q: helyezés alapján továbbjutott - q: időeredmény alapján továbbjutott |

### Előfutamok
Minden előfutam első három helyezettje automatikusan az elődöntőbe jutott. A többiek a vigaszágon folytatták a versenyzést.
1. előfutam
| H     | Pálya | Név               | Nemzet                  | E              | Mj             |
| ----- | ----- | ----------------- | ----------------------- | -------------- | -------------- |
| 1.    | 4     | Joseph Fahnbulleh | Libéria                 | 20,20          | Q              |
| 2.    | 9     | Eseosa Desalu     | Olaszország             | 20,26          | Q              |
| 3.    | 3     | Wayde van Niekerk | Dél-afrikai Köztársaság | 20,42          | Q              |
| 4.    | 7     | Ryan Zeze         | Franciaország           | 20,49          |                |
| 5.    | 8     | Felix Svensson    | Svájc                   | 20,54 (,534)   |                |
| 6.    | 2     | Cheickna Traore   | Elefántcsontpart        | 20,54 (,536)   |                |
| 7.    | 5     | Calab Law         | Ausztrália              | 20,75          |                |
| 8.    | 6     | Albert Komański   | Lengyelország           | 20,77          |                |
| [ 1 ] | [ 1 ] | [ 1 ]             | [ 1 ]                   | Szél: +0,1 m/s | Szél: +0,1 m/s |

2. előfutam
| H     | Pálya | Név              | Nemzet                | E              | Mj             |
| ----- | ----- | ---------------- | --------------------- | -------------- | -------------- |
| 1.    | 3     | Tarsis Orogot    | Uganda                | 20,32          | Q              |
| 2.    | 9     | Wanya McCoy      | Bahama-szigetek       | 20,35          | Q              |
| 3.    | 6     | Renan Gallina    | Brazília              | 20,41          | Q              |
| 4.    | 7     | Andrew Hudson    | Jamaica               | 20,53          |                |
| 5.    | 2     | Udodi Onwuzurike | Nigéria               | 20,55          |                |
| 6.    | 8     | César Almirón    | Paraguay              | 20,87          |                |
| 7.    | 4     | Tomáš Němejc     | Csehország            | 21,03          |                |
| —     | 5     | José González    | Dominikai Köztársaság | DNS            |                |
| [ 2 ] | [ 2 ] | [ 2 ]            | [ 2 ]                 | Szél: -0,1 m/s | Szél: -0,1 m/s |

3. előfutam
| H     | Pálya | Név                   | Nemzet                  | E              | Mj             |
| ----- | ----- | --------------------- | ----------------------- | -------------- | -------------- |
| 1.    | 3     | Letsile Tebogo        | Botswana                | 20,10          | Q              |
| 2.    | 4     | Makanakaishe Charamba | Zimbabwe                | 20,27          | Q              |
| 3.    | 8     | Filippo Tortu         | Olaszország             | 20,29          | Q              |
| 4.    | 2     | Brendon Rodney        | Kanada                  | 20,30          | SB             |
| 5.    | 5     | Timothé Mumenthaler   | Svájc                   | 20,63          |                |
| 6.    | 7     | Uejama Koki           | Japán                   | 20,84          |                |
| 7.    | 6     | Benjamin Richardson   | Dél-afrikai Köztársaság | 51,86          | injury         |
| [ 4 ] | [ 4 ] | [ 4 ]                 | [ 4 ]                   | Szél: -0,1 m/s | Szél: -0,1 m/s |

4. előfutam
| H     | Pálya | Név              | Nemzet                | E              | Mj             |
| ----- | ----- | ---------------- | --------------------- | -------------- | -------------- |
| 1.    | 3     | Kenneth Bednarek | Egyesült Államok      | 19,96          | Q              |
| 2.    | 5     | Alexander Ogando | Dominikai Köztársaság | 20,04          | Q              |
| 3.    | 2     | Joshua Hartmann  | Németország           | 20,30          | Q              |
| 4.    | 7     | Diego Pettorossi | Olaszország           | 20,63          |                |
| 5.    | 4     | Iizuka Sóta      | Japán                 | 20,67          |                |
| 6.    | 6     | Ondřej Macík     | Csehország            | 21,04          |                |
| —     | 8     | Zharnel Hughes   | Nagy-Britannia        | DNS            |                |
| [ 5 ] | [ 5 ] | [ 5 ]            | [ 5 ]                 | Szél: +0,2 m/s | Szél: +0,2 m/s |

5. előfutam
| H     | Pálya | Név                  | Nemzet                  | E              | Mj             |
| ----- | ----- | -------------------- | ----------------------- | -------------- | -------------- |
| 1.    | 4     | Erriyon Knighton     | Egyesült Államok        | 19,99          | Q              |
| 2.    | 3     | Tapiwanashe Makarawu | Zimbabwe                | 20,07          | Q              |
| 3.    | 7     | Shaun Maswanganyi    | Dél-afrikai Köztársaság | 20,20          | Q              |
| 4.    | 2     | Aaron Brown          | Kanada                  | 20,36          |                |
| 5.    | 9     | Ian Kerr             | Bahama-szigetek         | 20,53          |                |
| 6.    | 6     | Pablo Mateo          | Franciaország           | 20,58          |                |
| 7.    | 8     | Erik Erlandsson      | Svédország              | 20,65          |                |
| 8.    | 5     | Eduard Kubelík       | Csehország              | 21,14          |                |
| [ 6 ] | [ 6 ] | [ 6 ]                | [ 6 ]                   | Szél: +0,2 m/s | Szél: +0,2 m/s |

6. előfutam
| H     | Pálya | Név              | Nemzet           | E              | Mj             |
| ----- | ----- | ---------------- | ---------------- | -------------- | -------------- |
| 1.    | 6     | Noah Lyles       | Egyesült Államok | 20,19          | Q              |
| 2.    | 7     | Andre De Grasse  | Kanada           | 20,30          | Q              |
| 3.    | 4     | Uzava Tova       | Japán            | 20,33          | Q              |
| 4.    | 5     | Bryan Levell     | Jamaica          | 20,47          |                |
| 5.    | 2     | Blessing Afrifah | Izrael           | 20,78          |                |
| 6.    | 8     | Chun-Han Yang    | Tajvan           | 20,83          |                |
| 7.    | 3     | William Reais    | Svájc            | 20,92          |                |
| [ 7 ] | [ 7 ] | [ 7 ]            | [ 7 ]            | Szél: +0,1 m/s | Szél: +0,1 m/s |

### Vigaszág
A vigaszági futamok győztesei az elődöntőbe jutottak. Az összesített eredmények alapján további két futó került az elődöntőbe.
1. futam
| H     | Pálya | Név                 | Nemzet           | E              | Mj             |
| ----- | ----- | ------------------- | ---------------- | -------------- | -------------- |
| 1.    | 6     | Udodi Onwuzurike    | Nigéria          | 20,51          | Q              |
| 2.    | 8     | Diego Pettorossi    | Olaszország      | 20,53          |                |
| 3.    | 5     | Timothé Mumenthaler | Svájc            | 20,67          |                |
| 4.    | 7     | Iizuka Sóta         | Japán            | 20,72          |                |
| 5.    | 4     | Ondřej Macík        | Csehország       | 21,14          |                |
| —     | 3     | Cheickna Traore     | Elefántcsontpart | DNS            |                |
| [ 8 ] | [ 8 ] | [ 8 ]               | [ 8 ]            | Szél: +1,0 m/s | Szél: +1,0 m/s |

2. futam
| H     | Pálya | Név            | Nemzet        | E              | Mj             |
| ----- | ----- | -------------- | ------------- | -------------- | -------------- |
| 1.    | 4     | Brendon Rodney | Kanada        | 20,42          | Q              |
| 2.    | 5     | Bryan Levell   | Jamaica       | 20,47          | q              |
| 3.    | 8     | Pablo Mateo    | Franciaország | 20,57          |                |
| 4.    | 6     | Uejama Koki    | Japán         | 20,92          |                |
| —     | 3     | César Almirón  | Paraguay      | DQ             |                |
| —     | 7     | Calab Law      | Ausztrália    | DNS            |                |
| [ 9 ] | [ 9 ] | [ 9 ]          | [ 9 ]         | Szél: +0,6 m/s | Szél: +0,6 m/s |

3. futam
| H      | Pálya  | Név              | Nemzet        | E             | Mj            |
| ------ | ------ | ---------------- | ------------- | ------------- | ------------- |
| 1.     | 7      | Ryan Zeze        | Franciaország | 20,40         | Q             |
| 2.     | 4      | Aaron Brown      | Kanada        | 20,42         | q             |
| 3.     | 6      | Chun-Han Yang    | Tajvan        | 20,73         |               |
| 4.     | 3      | Blessing Afrifah | Izrael        | 20,88         |               |
| 5.     | 2      | Albert Komański  | Lengyelország | 20,90         |               |
| 6.     | 8      | Eduard Kubelík   | Csehország    | 21,20         |               |
| —      | 5      | William Reais    | Svájc         | DNS           |               |
| [ 10 ] | [ 10 ] | [ 10 ]           | [ 10 ]        | Szél: 0,0 m/s | Szél: 0,0 m/s |

4. futam
| H      | Pálya  | Név                 | Nemzet                  | E              | Mj             |
| ------ | ------ | ------------------- | ----------------------- | -------------- | -------------- |
| 1.     | 6      | Erik Erlandsson     | Svédország              | 20,49          | Q, PB          |
| 2.     | 7      | Andrew Hudson       | Jamaica                 | 20,55          |                |
| 3.     | 8      | Ian Kerr            | Bahama-szigetek         | 20,60          |                |
| 4.     | 5      | Felix Svensson      | Svájc                   | 20,65          |                |
| 5.     | 3      | Tomáš Němejc        | Csehország              | 20,84          |                |
| —      | 4      | Benjamin Richardson | Dél-afrikai Köztársaság | DNS            |                |
| [ 11 ] | [ 11 ] | [ 11 ]              | [ 11 ]                  | Szél: +0,3 m/s | Szél: +0,3 m/s |

### Elődöntők
Minden elődöntő első két helyezettje automatikusan az elődöntőbe jutott. Az összesített eredmények alapján további két futó került a döntőbe.
1. elődöntő
| H      | Pálya  | Név                    | Nemzet                  | E              | Mj             |
| ------ | ------ | ---------------------- | ----------------------- | -------------- | -------------- |
| 1.     | 7      | Kenneth Bednarek       | Egyesült Államok        | 20,00          | Q              |
| 2.     | 8      | Alexander Ogando       | Dominikai Köztársaság   | 20,09          | Q              |
| 3.     | 5      | Andre De Grasse        | Kanada                  | 20,41          |                |
| 4.     | 4      | Shaun Maswanganyi      | Dél-afrikai Köztársaság | 20,42          |                |
| 5.     | 9      | Wanya McCoy            | Bahama-szigetek         | 20,61          |                |
| 6.     | 6      | Tarsis Gracious Orogot | Uganda                  | 20,64          |                |
| 7.     | 3      | Ryan Zeze              | Franciaország           | 20,81          |                |
| 8.     | 2      | Bryan Levell           | Jamaica                 | 20,93          |                |
| [ 12 ] | [ 12 ] | [ 12 ]                 | [ 12 ]                  | Szél: -0,1 m/s | Szél: -0,1 m/s |

2. elődöntő
| H      | Pálya  | Név                   | Nemzet           | E              | Mj             |
| ------ | ------ | --------------------- | ---------------- | -------------- | -------------- |
| 1.     | 8      | Letsile Tebogo        | Botswana         | 19,96          | Q              |
| 2.     | 6      | Noah Lyles            | Egyesült Államok | 20,08          | Q              |
| 3.     | 4      | Makanakaishe Charamba | Zimbabwe         | 20,31          | q              |
| 4.     | 7      | Eseosa Fostine Desalu | Olaszország      | 20,37          |                |
| 5.     | 5      | Joshua Hartmann       | Németország      | 20,47          |                |
| 6.     | 9      | Uzava Tova            | Japán            | 20,54          |                |
| 7.     | 3      | Aaron Brown           | Kanada           | 20,57          |                |
| 8.     | 2      | Erik Erlandsson       | Svédország       | 20,93          |                |
| [ 13 ] | [ 13 ] | [ 13 ]                | [ 13 ]           | Szél: -0,2 m/s | Szél: -0,2 m/s |

3. elődöntő
| H      | Pálya  | Név                    | Nemzet                  | E              | Mj             |
| ------ | ------ | ---------------------- | ----------------------- | -------------- | -------------- |
| 1.     | 8      | Erriyon Knighton       | Egyesült Államok        | 20,09          | Q              |
| 2.     | 6      | Joseph Fahnbulleh      | Libéria                 | 20,12          | Q              |
| 3.     | 7      | Tapiwanashe Makarawu   | Zimbabwe                | 20,16          | q              |
| 4.     | 5      | Filippo Tortu          | Olaszország             | 20,54          |                |
| 5.     | 3      | Brendon Rodney         | Kanada                  | 20,59          |                |
| 6.     | 9      | Renan Gallina          | Brazília                | 20,60          |                |
| 7.     | 2      | Udodi Chudi Onwuzurike | Nigéria                 | 20,72 (,717)   |                |
| 7.     | 4      | Wayde van Niekerk      | Dél-afrikai Köztársaság | 20,72 (,717)   |                |
| [ 14 ] | [ 14 ] | [ 14 ]                 | [ 14 ]                  | Szél: -0,6 m/s | Szél: -0,6 m/s |

### Döntő
| H      | Pálya  | Név                   | Nemzet                | E              | Mj             |
| ------ | ------ | --------------------- | --------------------- | -------------- | -------------- |
| Arany  | 7      | Letsile Tebogo        | Botswana              | 19,46          | AR, WL         |
| Ezüst  | 8      | Kenneth Bednarek      | Egyesült Államok      | 19,62          |                |
| Bronz  | 5      | Noah Lyles            | Egyesült Államok      | 19,70          |                |
| 4.     | 6      | Erriyon Knighton      | Egyesült Államok      | 19,99          |                |
| 5.     | 4      | Alexander Ogando      | Dominikai Köztársaság | 20,02          |                |
| 6.     | 2      | Tapiwanashe Makarawu  | Zimbabwe              | 20,10          |                |
| 7.     | 9      | Joseph Fahnbulleh     | Libéria               | 20,15          |                |
| 8.     | 3      | Makanakaishe Charamba | Zimbabwe              | 20,53          |                |
| [ 15 ] | [ 15 ] | [ 15 ]                | [ 15 ]                | Szél: +0,4 m/s | Szél: +0,4 m/s |